# Samsung Galaxy

Samsung Galaxy-logotyp

Samsung Galaxy (stiliseras som Samsung GALAXY eller SAMSUNG Galaxy) är en produktfamilj från Samsung som omfattar smarttelefoner och surfplattor med Android som operativsystem, och smartklockor med Tizen (Galaxy Watch generation 1–3) och Wear OS (Galaxy Watch generation 4–5) som operativsystem.
Samsung har gjort flera serier bland deras smarttelefoner, bland annat Samsung Galaxy S, Galaxy Note, Galaxy A, Galaxy Z och Galaxy J.

## Beteckning
Produkternas namn inleds med Samsung som är företaget, därefter kommer Galaxy som är familjenamnet och sist kommer det unika namnet som talar om vilken produktserie inom familjen det handlar om. Exempelvis handlar Note om smarttelefoner med stor bildskärm och pekpenna.

### Samsung Galaxy S
- Samsung Galaxy S (2010)
- Samsung Galaxy S II (2011)
- Samsung Galaxy S III (2012)
- Samsung Galaxy S III Neo
- Samsung Galaxy S III Mini
- Samsung Galaxy S4 (2013)
- Samsung Galaxy S4 Active
- Samsung Galaxy S4 Mini
- Samsung Galaxy S5 (2014)
- Samsung Galaxy S5 Active
- Samsung Galaxy S5 Plus
- Samsung Galaxy S5 Mini
- Samsung Galaxy S5 Neo
- Samsung Galaxy S6 (2015)
- Samsung Galaxy S6 Edge (2015)
- Samsung Galaxy S6 Edge+ (2015)
- Samsung Galaxy S6 Active (2015)

Samsung Galaxy-smarttelefoner (framifrån).

Samsung Galaxy-smarttelefoner (bakifrån).

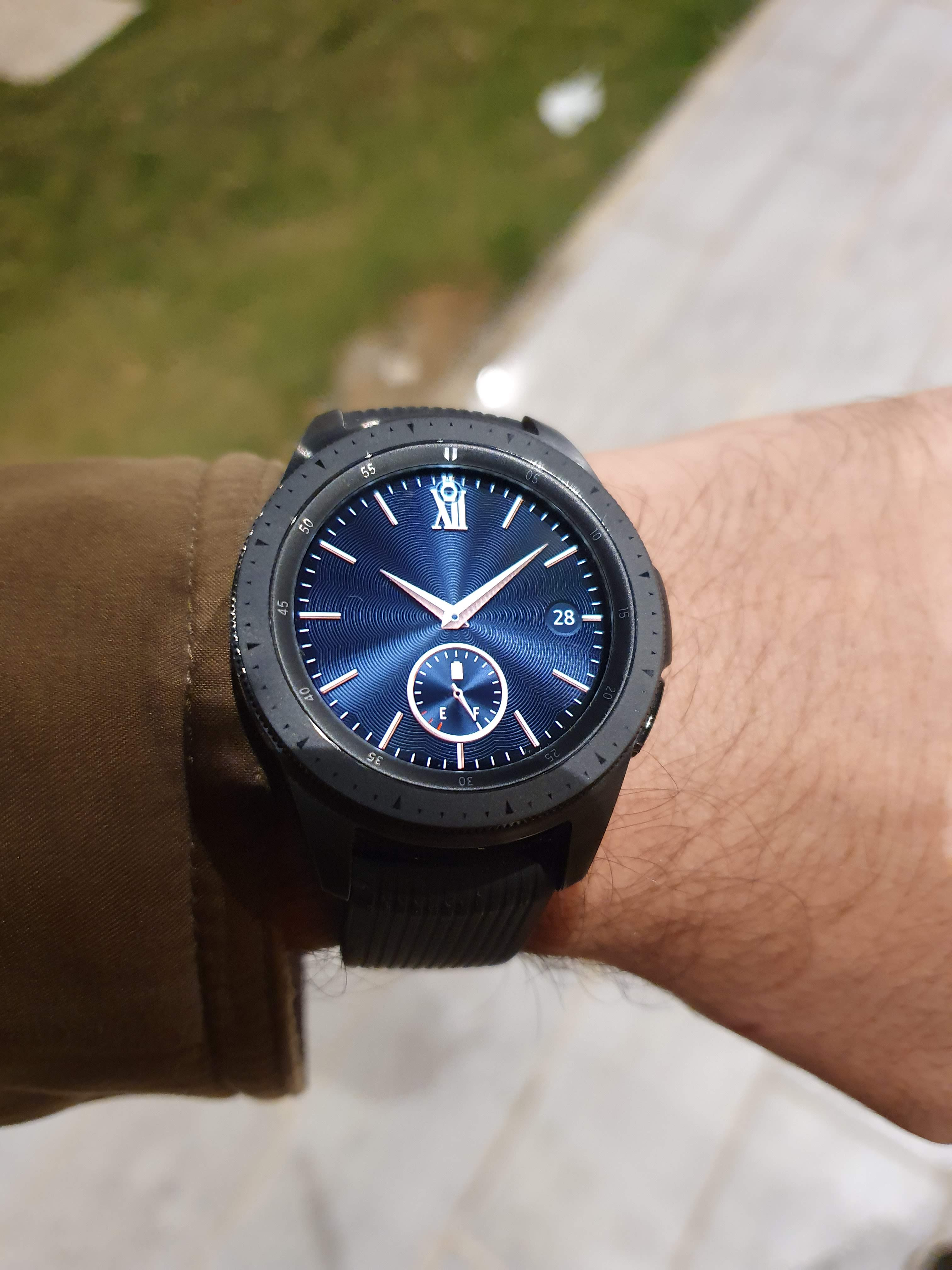
Samsung Galaxy Watch 3

- Samsung Galaxy S6 Edge Iron Man Limited Edition
- Samsung Galaxy S7 (2016)
- Samsung Galaxy S7 Edge (2016)
- Samsung Galaxy S7 Active (2016)[1]
- Samsung Galaxy S7 Edge Injustice Edition
- Samsung Galaxy S7 Edge Olympic Games Edition
- Samsung Galaxy S8 (2017)
- Samsung Galaxy S8+ (2017)
- Samsung Galaxy S9 (2018)
- Samsung Galaxy S9+ (2018)
- Samsung Galaxy S10e (2019)
- Samsung Galaxy S10 (2019)
- Samsung Galaxy S10+ (2019)
- Samsung Galaxy S10 5G (2019)
- Samsung Galaxy S20 (2020)
- Samsung Galaxy S20+ (2020)
- Samsung Galaxy S20 Ultra 5G (2020)
- Samsung Galaxy S20 Enterprise Edition (2020)
- Samsung Galaxy S21 5G (2021)
- Samsung Galaxy S21+ 5G (2021)
- Samsung Galaxy S21 Ultra 5G (2021)
- Samsung Galaxy S22 (2022)
- Samsung Galaxy S22+ (2022)
- Samsung Galaxy S22 Ultra (2022)
- Samsung Galaxy S23 (2023)
- Samsung Galaxy S23+ (2023)
- Samsung Galaxy S23 Ultra (2023)
- Samsung Galaxy S24 (2024)
- Samsung Galaxy S24+ (2024)
- Samsung Galaxy S24 Ultra (2024)

### Samsung Galaxy Note
Samsung Galaxy Note 6 tillverkades inte. Samsung valde att släppa Samsung Galaxy Note 7 samma år som man släppte Samsung Galaxy S7. Note 11 bytte beteckning till Note 20. 
- Samsung Galaxy Note (2011)
- Samsung Galaxy Note II (2012)
- Samsung Galaxy Note 3 (2013)
- Samsung Galaxy Note 3 Neo (2014)
- Samsung Galaxy Note 4 (2014)
- Samsung Galaxy Note Edge (2014)
- Samsung Galaxy Note 5 (2015)
- Samsung Galaxy Note 7 (2016)
- Samsung Galaxy Note 8 (2017)
- Samsung Galaxy Note 9 (2018)
- Samsung Galaxy Note 10 (2019)
- Samsung Galaxy Note 10+ (2019)
- Samsung Galaxy Note 20 (2020)
- Samsung Galaxy Note 20+ (2020)
- Samsung Galaxy Note 20 Ultra 5G (2020)